# Copa Intercontinental d'hoquei sobre patins femenina de 2024
La II Copa Intercontinental d'hoquei sobre patins de 2024 fou la segona edició de la Copa Intercontinental, sis anys després d'haver-se organitzat la primera. La competició se celebrà des del 16 fins al 18 de febrer de 2024 a l'Estadi Aldo Cantoni de San Juan, Argentina, simultàniament amb la competició masculina. Hi participaren quatre equips, l'Andes Talleres i el Deportivo Aberastain, com a campió i subcampió sud-americà de 2022-23 respectivament, i el Telecable HC i l'HC Palau de Plegamans, com a campió i subcampió de la Lliga de Campions de la WSE de 2022-23. La competició fou organitzada per la World Skate i es disputà en format de final a quatre.
Es proclamà campió el Telecable HC, que guanyà a la final a l'HC Palau de Plegamans a la tanda de penals. El club asturià aconseguí la seva primera Copa Interncontinental de la seva història i es convertí en el primer club de l'Estat espanyol en guanyar la competició.

## Competició

### Quadre de competició
|  | Semifinals               | Semifinals            |                          |       | Final | Final |
|  |                          |                       |                          |       |       |       |
|  | 16 de febrer 19:00 UTC-3 |                       |                          |       |       |       |
|  |                          |                       |                          |       |       |       |
|  | Telecable HC             | 4                     |                          |       |       |       |
|  | Telecable HC             | 4                     | 18 de febrer 18:30 UTC-3 |       |       |       |
|  | Deportivo Aberastain     | 0                     |                          |       |       |       |
|  | Deportivo Aberastain     | 0                     | Telecable HC             | 3 (2) |       |       |
|  | 17 de febrer 19:00 UTC-3 |                       | Telecable HC             | 3 (2) |       |       |
|  |                          | HC Palau de Plegamans | 3 (1)                    |       |       |       |
|  | Andes Talleres           | HC Palau de Plegamans | 3 (1)                    | 2     |       |       |
|  | Andes Talleres           |                       |                          | 2     |       |       |
|  | HC Palau de Plegamans    | 3                     |                          |       |       |       |
|  | HC Palau de Plegamans    | 3                     |                          |       |       |       |

### Semifinals
A la primera semifinal, el Telecable HC derrota amb contundència al Deportivo Aberastain per 4 a 0 i es classificà per disputar la seva segona final de la Copa Intercontinental.
| Telecable HC                                            | 4‐0           | Deportivo Aberastain |
| ------------------------------------------------------- | ------------- | -------------------- |
| Roces 5' · Piquero 9' (p.) · Almeida 26' · Igualada 35' | Estadístiques |                      |

A la segona semifinal, l'HC Palau de Plegamans guanyà per 3 a 2 al campió sud-americà, l'Andes Talleres. Marcaren els gols Aina Florenza, Carla Fontdeglòria i Anna Casarramona, per part vallesana, i Martina Sad i Julieta Fernández, per part argentina. El conjunt català es classificà per la seva primera final de la Copa Intercontinental.
| Andes Talleres          | 2‐3           | Generali HC Palau                                |
| ----------------------- | ------------- | ------------------------------------------------ |
| Sad 18' · Fernández 31' | Estadístiques | Florenza 2' · Fontdeglòria 28' · Casarramona 36' |

### Final
El Telecable HC i el Generali HC Palau disputaren al final de la Copa Intercontinental de 2024, reeditant la final de la Lliga de Campions de la temporada anterior. En un partit molt competit, els dos equips arribaren al final del temps reglamentari amb empat a 3. Marcaren els gols Marta Piquero, Nuria Almeida i Ana Caterina Ferreira, per part asturiana, i Aina Florenza (2) i Anna Casarramona, per part vallesana. Finalitzà la pròrroga amb el mateix resultat i el campió de la competició es decidí a la tanda de penals. El Telecable HC guanyà s'imposà per 2 a 1 a la tanda de penals, amb gols de Núria Almedia i Ana Caterina Ferreira, i es proclamà campió de la Copa Intercontinental per primera vegada a la seva història.
| Telecable HC                                | 3‐3            | Generali HC Palau                                        |
| ------------------------------------------- | -------------- | -------------------------------------------------------- |
| Piquero 2' · Almeida 8' · Ferreira 37'      | Notícia Partit | Florenza 5', 36' · Casarramona 46'                       |
| Tanda de penals                             |                |                                                          |
| Piquero · Lolo · Roces · Almeida · Ferreira | 2-1            | Blackman · Florenza · Puigdueta · Casarramona · Busquets |

| Telecable HC | Generali HC Palau |

| #           | Pos. | Nom                    |           |
| ----------- | ---- | ---------------------- | --------- |
| 10          | POR  | Fernanda Hidalgo       |           |
| 5           |      | Sara González Lolo     |           |
| 6           |      | Marta González Piquero |           |
| 9           |      | Nuria Almeida          | Amonestat |
| 22          |      | Sara Roces             |           |
| 26          |      | Ana Catarina Ferreira  |           |
| 66          |      | Ainara Anido           |           |
| 74          |      | Ángela Fernández       |           |
| 96          |      | Maria Igualada         |           |
| 1           | POR  | Victoria Novo          |           |
| Entrenadora |      |                        |           |
| Natasha Lee |      |                        |           |

| Campió de la Copa Intercontinental 2024 |
| --------------------------------------- |
| Telecable HC Primer títol               |

| #          | Pos. | Nom                |           |
| ---------- | ---- | ------------------ | --------- |
| 88         | POR  | Laura Vicente      |           |
| 2          |      | Berta Busquets     |           |
| 3          |      | Laura Puigdueta    |           |
| 5          |      | Anna Casarramona   |           |
| 6          |      | Aina Florenza      |           |
| 7          |      | Carla Fontdeglòria | Amonestat |
| 13         |      | Aimee Blackman     |           |
| 17         |      | Mariona Colomer    |           |
| 43         |      | Laia Juan          |           |
| 8          | POR  | Teresa Sapena      |           |
| Entrenador |      |                    |           |
| Ivan Sanz  |      |                    |           |